# فدراسیون هاکی آفریقا
فدراسیون هاکی آفریقا (انگلیسی: African Hockey Federation) (با حروف اختصاری به انگلیسی: AfHF) نهاد ناظر قاره ای بر ورزش هاکی روی چمن در آفریقا است. این فدراسیون با ۲۵ کشور عضو، به فدراسیون جهانی هاکی مرتبط است. این نهاد مسابقات دو سالانه هاکی جام ملت‌های آفریقا در بخش مردان، تورنمنت هاکی مردان و زنان ملت‌های آفریقا را سازماندهی می‌کند. هدف اصلی سازمان، محبوب کردن ورزش هاکی در آفریقا و افزایش تعداد افراد شرکت کننده است.